# Erinna
Erinna is een geslacht van weekdieren uit de klasse van de Gastropoda (slakken).

## Soort
- Erinna newcombi H. Adams & A. Adams, 1855